# Deepstaria reticulum
Deepstaria reticulum är en manetart som beskrevs av Lerson, Madin och Harbison 1988. Deepstaria reticulum ingår i släktet Deepstaria och familjen Ulmaridae. Inga underarter finns listade i Catalogue of Life.